# Trịnh Hòa

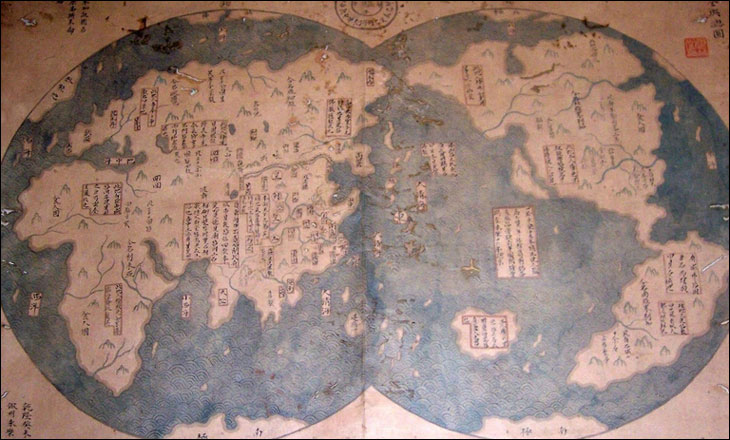
Tấm bản đồ thế giới này được một số người coi là sao chép lại công trình do Trịnh Hòa thực hiện. Niên đại khoa học của nó sẽ được hoàn thành trong năm 2006

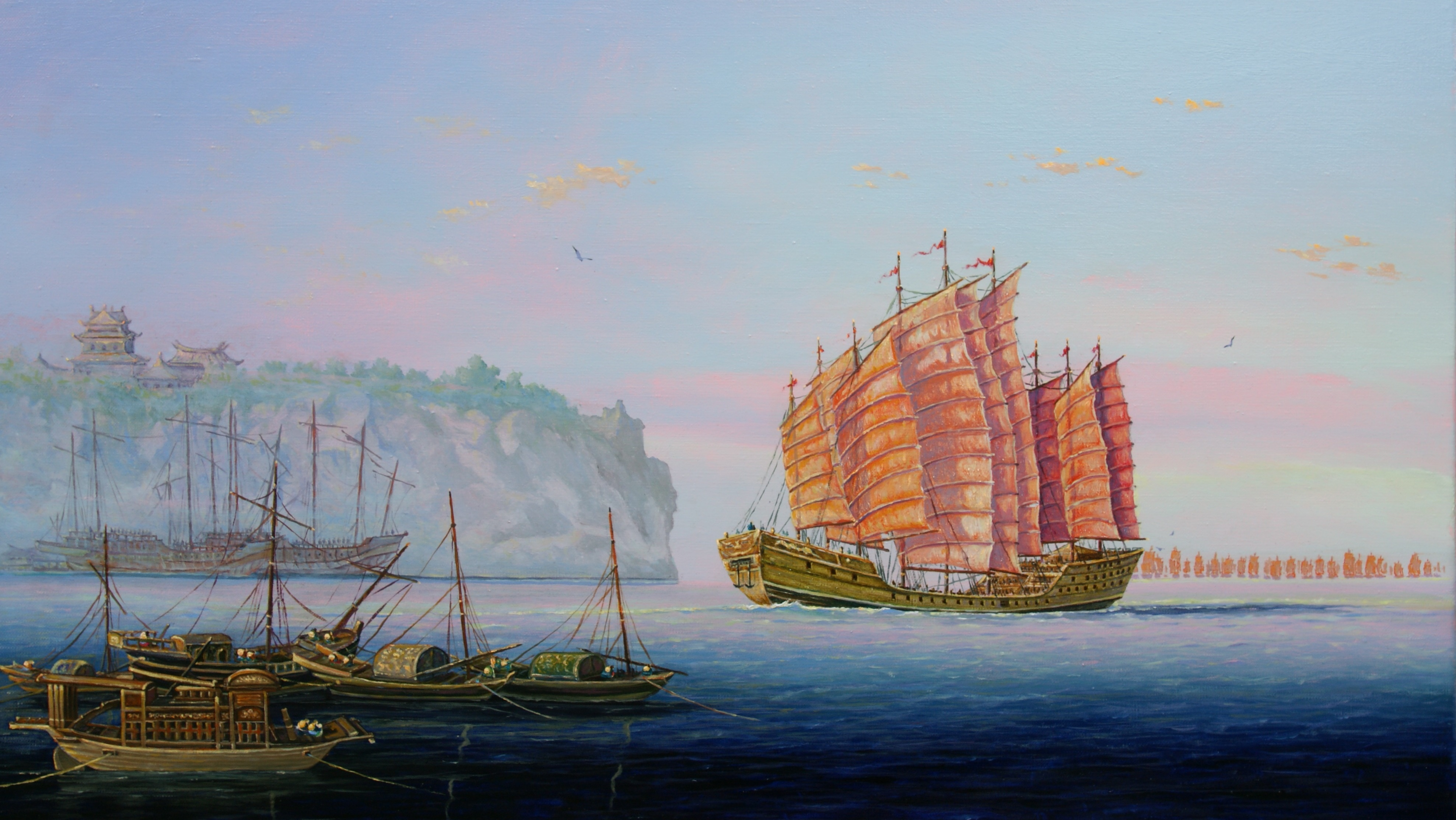
Mảnh vỡ của bức tranh "Trịnh Hòa trở về quê hương". V.Kosov 50x80 sơn dầu trên vải 2018

Trịnh Hòa (phồn thể: 鄭和; giản thể: 郑和; Hán ngữ bính âm: Zhèng Hé; Wade-Giles: Cheng Ho), tên khai sinh: Mã Tam Bảo (馬三寶 /马三宝; pinyin: Mǎ Sānbǎo tên Ả Rập: Hajji Mahmud Shams), 1371–1433, là nhà hàng hải và nhà thám hiểm người Trung Quốc nổi tiếng nhất. Ông chính là người đã chỉ huy các chuyến thám hiểm được gọi chung là các chuyến đi của "Tam Bảo Thái giám hạ tây dương" (三保太監下西洋) hay "Trịnh Hòa đến đại dương phía tây" từ năm 1405 đến năm 1433. Tạp chí Life xếp Trịnh Hòa đứng thứ 14 trong số những người quan trọng nhất trong thiên niên kỷ vừa qua. Ông là người Hồi.

## Tiểu sử
Trịnh Hòa là một người Hồi và phục vụ bên cạnh hoàng đế thứ ba của nhà Minh - Minh Thành Tổ (trị vì từ 1403 đến 1424). Theo tiểu sử của ông trong Minh sử, ông có tên thật là Mã Tam Bảo (馬 三保) và quê ở Côn Dương (昆阳, ngày nay là Tấn Ninh (晋宁)), tỉnh Vân Nam. Ông có 4 chị-em và một người anh. Gia đình ông là người Hồi. Trịnh Hòa thuộc về đẳng cấp Semur và theo Hồi giáo (gia đình ông theo đạo Hồi). Ông là hậu duệ đời thứ sáu của Sayyid Ajjal Shams al-Din Omar, một viên quan cai trị tỉnh Vân Nam thời nhà Nguyên và đến từ Bukhara, ngày nay thuộc Uzbekistan. Họ "Mã" của ông có từ người con thứ năm của Shams al-Din là Masuh. Cả ông nội và cha của ông, Charameddin và Mir Tekin, đều đã hành hương tới thánh địa Mecca, và một điều không còn nghi ngờ là ông đã được nghe ông và cha mình kể lại các câu chuyện về các chuyến đi tới những vùng đất lạ. Ông có một phần vai trò quan trọng trong việc xây dựng mối quan hệ giữa Trung Quốc và các quốc gia Hồi Giáo. Sau khi quân đội nhà Minh chiếm đóng Vân Nam, ông đã bị bắt giữ khi còn là một cậu bé con và bị hoạn, vì thế ông đã trở thành một thái giám phục vụ cho hoàng đế. Tên gọi Trịnh Hòa do vua Minh Thành Tổ đặt cho ông để thưởng công giúp đảo chính lật đổ vua Minh Huệ Đế. Ông học tại Nam Kinh Thái học.
Các sứ mệnh của ông đã chỉ ra một minh chứng đầy ấn tượng về khả năng tổ chức và sức mạnh công nghệ, nhưng đã không dẫn tới các hoạt động thương mại đáng kể, vì Trịnh Hòa là một quan chức và người chỉ huy của thủy quân chứ không phải là một nhà buôn. Có những lời đồn cho rằng ông cao ít nhất 2 mét (7 ft).
Trịnh Hòa vượt biển tới Malacca vào thế kỷ 15. Vào giữa thế kỷ 15, công chúa Trung Hoa là Hán Lệ Bảo được gả cho quốc vương Malacca, vua Mansur Shah. Công chúa đi cùng với đoàn tùy tùng của mình - gồm 500 con trai của các quan vài trăm cung nữ. Đoàn người này cuối cùng định cư tại Bukit Cina ở Malacca. Hậu duệ của những người này, sinh ra từ các cuộc hôn nhân với dân bản xứ, ngày nay được biết đến như là những người Peranak: Baba (tước hiệu của đàn ông) và Nyonya (tước hiệu của đàn bà).
Năm 1424 Minh Thành Tổ chết. Người kế nghiệp là hoàng đế Minh Nhân Tông (trị vì từ năm 1424 đến năm 1425), đã quyết định hạn chế ảnh hưởng của nội cung. Trịnh Hòa cũng đã thực hiện một chuyến đi nữa dưới thời trị vì của Minh Tuyên Tông (trị vì từ năm 1426 đến năm 1435), nhưng sau đó những chuyến tàu đi tìm của cải của người Trung Quốc đã chấm dứt do chính sách đóng cửa một thời gian của Chính phủ Trung Quốc.

## Các chuyến đi

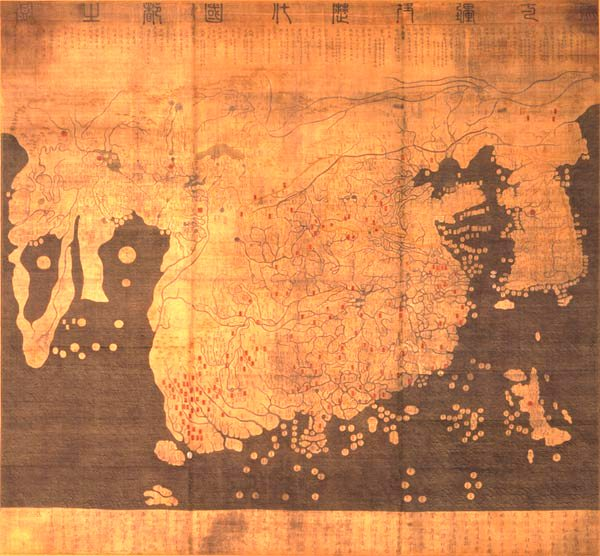
Cương lý đồ (1402) trước các chuyến đi của Trịnh Hòa, và nó cho thấy ông đã có thông tin rất chi tiết về địa lý của Cựu Thế giới một cách tổng thể, từ châu Âu và châu Phi ở phía tây tới Triều Tiên, Nhật Bản ở phía đông

"Tây dương" chỉ những khu vực ở châu Á và châu Phi mà Trịnh Hòa đã thám hiểm, bao gồm:
- Đông Nam Á
- Sumatra
- Java
- Tích Lan (Ceylon)
- Ấn Độ
- Có thể là châu Mỹ
- Ba Tư
- Vịnh Ba Tư
- Bán đảo Ả Rập,
- Hồng Hải tới xa nhất là Ai Cập và
- Xa nhất về phía Nam tới eo biển Mozambique
- Đài Loan, 7 lần
- Đảo Darwin, Bắc Úc

Số lượng chuyến đi của ông tới Tây dương tùy vào cách phân chia, nhưng ông và hạm đội đã "Tây dương" không dưới 7 lần. Ông đã đưa về Trung Quốc nhiều chiến lợi phẩm và các phái viên từ ít nhất 30 vương quốc - bao gồm cả vua Alagonakkara của Tích Lan (Ceylon) đến Trung Quốc để tạ lỗi các hoàng đế Trung Hoa.
Một số suy đoán rằng hạm đội của Trịnh Hòa có thể đã vượt qua mũi Hảo Vọng. Cụ thể, một tu sĩ và một nhà lập bản đồ người Venezia là Fra Mauro đã miêu tả trong bản đồ Fra Mauro năm 1457 các chuyến đi của các con "thuyền lớn từ Ấn Độ" tới 2.000 dặm vào Đại Tây Dương năm 1420.
Bản thân Trịnh Hòa viết về các chuyến đi của mình như sau:
"Chúng tôi đã vượt qua hơn 100.000 lý (50.000 km) các vùng nước mênh mông và ngắm nhìn thấy trên đại dương các con sóng khổng lồ tương tự như các trái núi sừng sững ở phía chân trời, và chúng tôi đã ngắm nhìn các khu vực hoang dã ẩn xa trong làn sương khói màu xanh lam, trong khi các con thuyền của chúng tôi, kiêu ngạo giương cánh buồm giống như các đám mây ngày và đêm, vẫn tiếp tục cuộc hành trình của chúng (rất nhanh) giống như các vì sao, vượt qua các con sóng hung dữ này như thể là chúng tôi đang đi trên một con đường lớn..."

### Bảy chuyến đi
| Chuyến | Ngày đi              | Ngày về             | Số người |
| ------ | -------------------- | ------------------- | -------- |
| 1      | 11 tháng 7 năm 1405  | 2 tháng 10 năm 1407 | 27.800   |
| 2      | 13 tháng 10 năm 1407 | 1409                | 27.000   |
| 3      | Tháng 10 năm 1409    | 6 tháng 7 năm 1411  |          |
| 4      | Tháng 11 năm 1413    | 12 tháng 8 năm 1415 | 27.670   |
| 5      | Tháng 6 năm 1417     | 8 tháng 8 năm 1419  |          |
| 6      | 3 tháng 3 năm 1421   | 2 tháng 9 năm 1422  |          |
| 7      | Tháng 1 năm 1431     | 22 tháng 7 năm 1433 | 27.550   |

| Thứ tự       | Thời gian | Khu vực ngày nay |
| ------------ | --------- | --- |
| Chuyến thứ 1 | 1405–1407 | Champa, Java, Palembang, Malacca, Aru, Samudera, Lambri, Ceylon, Qiulon, Kollam, Cochin, Calicut |
| Chuyến thứ 2 | 1407–1409 | Champa, Java, Siam, Cochin, Ceylon, Calicut |
| Chuyến thứ 3 | 1409–1411 | Champa, Java, Malacca, Semudera, Ceylon, Quilon, Cochin, Calicut, Siam, Lambri, Kayal, Coimbatore, Puttanpur |
| Chuyến thứ 4 | 1413–1415 | Champa, Kelantan, Pahang, Java, Palembang, Malacca, Semudera, Lambri, Ceylon, Cochin, Calicut, Kayal, Hormuz, Maldives, Mogadishu, Barawa, Malindi, Aden, Muscat, Dhofar                                                          |
| Chuyến thứ 5 | 1417–1419 | Champa, Pahang, Java, Malacca, Samudera, Lambri, Bengal, Ceylon, Sharwayn, Cochin, Calicut, Hormuz, Maldives, Mogadishu, Barawa, Malindi, Aden                                                                                    |
| Chuyến thứ 6 | 1421–1422 | Champa, Bengal, Ceylon, Calicut, Cochin, Maldives, Hormuz, Djofar, Aden, Mogadishu, Brava |
| Chuyến thứ 7 | 1430–1433 | Champa, Java, Palembang, Malacca, Semudera, Andaman and Nicobar Islands, Bengal, Ceylon, Calicut, Hormuz, Aden, Ganbali (possibly Coimbatore), Bengal, Laccadive and Maldive Islands, Djofar, Lasa, Aden, Mecca, Mogadishu, Brava |

## Hạm đội

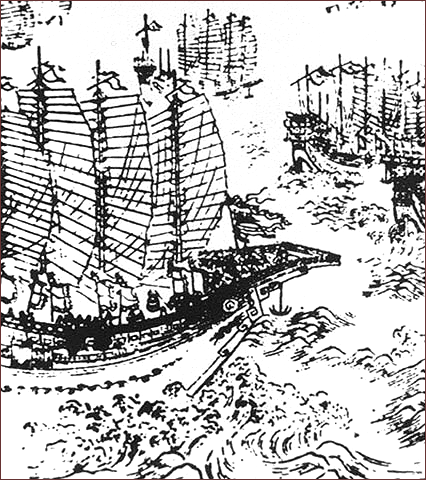
Bản in khắc gỗ đầu thế kỷ 17 của người Trung Quốc, được cho là để miêu tả các con thuyền của Trịnh Hòa

Theo các nguồn sử liệu Trung Quốc thì hạm đội của Trịnh Hòa gồm 30.000 người và có trên 300 thuyền buồm vào lúc cao điểm nhất.
Chuyến thám hiểm năm 1405 bao gồm 27.800 người và 317 thuyền, trong đó có:
- Các "thuyền châu báu" (bảo thuyền), được dùng cho chỉ huy và các phó chỉ huy của hạm đội, có chín cột buồm, dài khoảng 120 mét (400 ft) và rộng khoảng 50 m (160 ft).
- Các "thuyền chở ngựa", chở cống phẩm và vật liệu sửa chữa cho hạm đội, có tám cột buồm, dài khoảng 103 m (339 ft) và rộng khoảng 42 m (138 ft).
- Các "thuyền hậu cần", chuyên chở lương thực và thực phẩm cho thủy thủ đoàn, có bảy cột buồm, dài khoảng 78 m (257 ft) và rộng khoảng 35 m (115 ft).
- Các "thuyền chở quân lính", sáu cột buồm, dài khoảng 67 m (220 ft) và rộng khoảng 25 m (83 ft).
- Các "thuyền chiến Phú Xuyên", năm cột buồm, dài khoảng 50 m (165 ft).
- Các "thuyền tuần tra", có tám mái chèo, dài khoảng 37 m (120 feet).
- Các "thuyền chở nước", để đảm bảo cấp nước ngọt trong vòng một tháng.

Các đặc trưng phong phú của tàu thuyền Trung Quốc vào thời kỳ đó đã được các nhà thám hiểm châu Âu trước đó gián tiếp xác nhận, chẳng hạn như Ibn Battuta và Marco Polo. Theo Ibn Battuta, người đã đến Trung Quốc vào năm 1347 thì:
...Chúng tôi dừng lại trên cảng Calicut, trong khi ấy đã có 13 con thuyền của người Trung Quốc đang bốc dỡ hàng. Trên biển Trung Hoa việc đi lại chỉ có thể có được nhờ các con thuyền Trung Hoa, vì thế chúng tôi sẽ miêu tả các sắp xếp của chúng. Các tàu thuyền Trung Quốc có ba loại: loại thuyền lớn được gọi là thuyền mành, loại trung bình gọi là thuyền buồm và loại nhỏ là kakam. Loại lớn có thể có từ 3 đến 12 buồm, được làm từ các thanh tre gắn kết lại như cái mành. Chúng không bao giờ bị hạ xuống, nhưng xoay theo hướng gió; khi bỏ neo thì chúng được thả để tự do xoay theo gió.
Một thuyền có thể chở tới cả ngàn người, sáu trăm người trong số đó là các thủy thủ và bốn trăm người được trang bị vũ khí, bao gồm các cung thủ, những người mang mộc và nỏ để bắn các loại tên có lửa. Ba thuyền nhỏ hơn,..., đi kèm theo thuyền lớn. Các thuyền này được đóng ở Tuyền Châu và Quảng Châu. Thuyền có 4 khoang và chứa các phòng, cabin và phòng lớn cho các thương nhân; trong cabin có các phòng và buồng vệ sinh, và nó có thể đóng lại khi có người sử dụng... (Ibn Battuta).

## Liên quan với lịch sử Trung Quốc đế quốc cận đại
Một niềm tin phổ biến cho rằng sau các chuyến đi của Trịnh Hòa thì Trung Quốc lại xa rời biển cả và đi vào thời kỳ trì trệ về công nghệ. Mặc dù các nhà lịch sử như John Fairbank và Joseph Needham đã phổ biến quan điểm này trong thập niên 1950, nhưng phần lớn các nhà sử học hiện đại của Trung Quốc đều đặt câu hỏi về tính chính xác của nó. Họ cho rằng thương mại đường biển của Người Trung Quốc đã không bị dừng lại sau thời Trịnh Hòa, và các con thuyền Trung Quốc vẫn tiếp tục ngự trị trong thương mại vùng Đông Nam Á cho đến tận thế kỷ 19 và các hoạt động ngoại thương tích cực của Trung Quốc với Ấn Độ và Đông Phi vẫn tiếp tục một thời gian dài sau thời Trịnh Hòa. Các chuyến đi của các thuyền buồm lớn của Trung Quốc như Kì Anh tới Hoa Kỳ và Anh trong khoảng thời gian từ 1846 đến 1848 đã chứng tỏ sức mạnh của tàu thuyền Trung Quốc cho đến tận thế kỷ 19.
Mặc dù nhà Minh đã cấm vận chuyển bằng tàu thuyền trên đại dương trong vài chục năm bằng chỉ dụ Hải cấm, nhưng cuối cùng họ cũng đã bãi bỏ lệnh cấm này. Quan điểm khác viện dẫn thực tế là bằng lệnh cấm tàu thuyền này thì nhà Minh (và sau này là nhà Thanh) đã làm gia tăng số lượng người buôn lậu trên chợ đen. Điều này làm giảm nguồn thu thuế của chính quyền và làm gia tăng nạn hải tặc. Sự thiếu vắng của hải quân trên biển đã làm cho Trung Hoa dễ bị tổn thương bởi nạn hải tặc uy khấu (wakou) đã hoành hành vùng bờ biển Trung Quốc trong thế kỷ 16.
Có một điều chắc chắn. Đó là các sự hỗ trợ của chính quyền cho hoạt động hàng hải đã suy giảm nghiêm trọng sau các chuyến đi của Trịnh Hòa. Từ đầu thế kỷ 15 Trung Quốc đã phải chịu áp lực ngày càng tăng từ các bộ lạc Mông Cổ mới trỗi dậy ở phía bắc. Năm 1421 vua Minh Thành Tổ đã dời đô từ Nam Kinh về Bắc Kinh như là một sự thừa nhận sự hiện hữu của mối đe dọa này cũng như là để gần với khu vực quyền lực của dòng họ. Từ kinh đô mới ông có thể kiểm soát tốt hơn các cố gắng nhằm bảo vệ biên cương phía bắc. Với phí tổn đáng kể, Trung Quốc hàng năm tiến hành các cuộc viễn chinh nhằm làm suy yếu người Mông Cổ. Các phí tổn cho các chiến dịch trên bộ này đã cạnh tranh trực tiếp với ngân sách cần thiết dành cho các chuyến thám hiểm hàng hải.
Năm 1449 kỵ binh Mông Cổ đã phục kích cuộc hành quân do đích thân hoàng đế Minh Anh Tông chỉ huy chưa đầy một ngày sau khi đội quân này rời khỏi cổng kinh thành. Trong trận chiến pháo đài Thổ Mộc, người Mông Cổ đã đánh bại quân đội nhà Minh và bắt sống hoàng đế Trung Hoa. Trận chiến này có hai ảnh hưởng nổi bật. Thứ nhất, nó minh chứng một cách rõ ràng mối đe dọa của các bộ lạc miền bắc. Thứ hai, người Mông Cổ đã gây ra khủng hoảng chính trị tại Trung Quốc khi họ trả tự do cho Anh Tông sau khi người em cùng cha khác mẹ là Chu Kì Ngọc tự xưng làm vua với niên hiệu Cảnh Thái. Sự ổn định về chính trị chỉ trở lại vào năm 1457 khi Anh Tông trở lại ngai vàng. Sau khi ông trở lại nắm quyền thì Trung Quốc đã từ bỏ chiến lược thám hiểm các vùng đất mới hàng năm và thay vào đó là bắt tay vào việc củng cố và mở rộng Vạn Lý Trường Thành vô cùng tốn kém. Trong hoàn cảnh đó, ngân khố dành cho các chuyến thám hiểm hàng hải đơn giản không tồn tại nữa.
Một cách cơ bản hơn, không giống như các chuyến thám hiểm sau này của các quốc gia châu Âu, các tàu thuyền chở của cải của người Trung Quốc dường như bị hao hụt dần đến cạn kiệt sau các chuyến đi dài, do các chuyến đi này thiếu động cơ kinh tế. Chúng chủ yếu để làm tăng uy thế của hoàng đế và các chi phí cho chuyến đi cũng như tặng phẩm cho các vị vua chúa và sứ giả nước ngoài còn lớn hơn cả các món lợi thu được từ các cống phẩm. Vì thế khi tài chính của nhà nước chịu áp lực (giống như các quốc gia thời Trung cổ đã làm), thì ngân sách dành cho các chuyến thám hiểm hàng hải không được cấp nữa. Trái lại, vào thế kỷ 16, phần lớn các chuyến thám hiểm của người châu Âu có lãi từ các hoạt động thương mại cũng như từ việc chiếm đoạt các nguồn tài nguyên/đất của thổ dân để có thể tự trang trải, cho phép họ có thể tiếp tục thám hiểm mà không phải sử dụng đến ngân khố quốc gia.

## Khía cạnh văn hóa
Một giả thuyết gây mâu thuẫn gần đây (giả thuyết 1421) được Gavin Menzies đưa ra trong cuốn sách của ông đã giả thiết rằng Trịnh Hòa đã đi vòng quanh thế giới và phát hiện ra châu Mỹ trong thế kỷ 15 trước cả Ferdinand Magellan và Christopher Columbus.
Những thương nhân trong đoàn thám hiểm Thanh Hà (青河) được nói bóng gió trong truyện khoa học viễn tưởng A Fire Upon the Deep của Vernor Vinge (và sau đó được tưởng tượng rõ nét hơn trong A Deepness in the Sky) phản ánh tên của Trịnh Hòa. Các chuyến đi của Trịnh Hòa và sự từ bỏ thám hiểm hàng hải sau đó của các hoàng đế Trung Hoa đã trở thành biểu tượng trong cộng đồng ủng hộ chương trình thăm dò vũ trụ về các thành công và sự hủy bỏ của chương trình Apollo.
Hình tượng của Trịnh Hòa cũng được miêu tả trong cuốn sách của Kim Stanley Robinson The Years of Rice and Salt.
Một số nhà sử học cũng như trong bài viết gần đây của National Geographic về Trịnh Hòa, cho rằng thuyền trưởng Sindbad (từ tiếng Ả Rập السندباد-As-Sindibad) và tập hợp các câu chuyện về thám hiểm hàng hải đã tạo ra Bảy chuyến đi của thuyền trưởng Sindbad, được tìm thấy trong Nghìn lẻ một đêm chịu ảnh hưởng sâu nặng của các câu chuyện được tích lũy trong nhiều người đi biển đã từng theo, buôn bán và làm việc trong các tàu thuyền hỗ trợ khác nhau cho hạm đội của nhà Minh. Niềm tin này được hỗ trợ một phần bằng sự tương tự trong tên của Sindbad và các diễn giải khác nhau của tên gọi của Trịnh Hòa trong tiếng Ả Rập và tiếng Trung (phồn thể: 鄭和; giản thể: 郑和; Hán ngữ bính âm: Zhèng Hé; Wade-Giles: Cheng Ho; tên khai sinh: Mã Tam Bảo (馬三寶 /马三宝; pinyin: Mǎ Sānbǎo tên Ả Rập: Hajji Mahmud Shams) cùng với sự tương tự trong số lần (7) và các khu vực giống nhau trong các chuyến đi của Sindbad và Trịnh Hòa.
Tháng 1 năm 2006, BBC News và The Economist cả hai cùng có bài viết mới liên quan đến triển lãm bản đồ hàng hải Trung Quốc, được cho là có từ năm 1763, trong đó có thông tin là nó được sao chép từ một bản đồ khác vẽ năm 1418. Bản đồ có các miêu tả chi tiết về cả các thổ dân châu Mỹ và Australia. Theo chủ sở hữu của bản đồ, ông Lưu Cương-một luật sư Trung Quốc và là một nhà sưu tập đồ cổ, ông đã mua bản đồ này với giá 500 USD từ một người ở Thượng Hải năm 2001.
Sau khi Lưu Cương đọc cuốn sách 1421:The Year China discovered the World (1421: Năm Trung Quốc phát hiện ra Thế giới) của Gavin Menzies, ông nhận ra tầm quan trọng của bản đồ này. Tấm bản đồ này hiện đang được kiểm tra để xác định tuổi của mực và giấy dùng để vẽ nó, với kết quả sẽ có trong tháng 2 năm 2006. Nếu như bản đồ được xác nhận là vẽ vào năm 1763, thì câu hỏi còn lại là nó có phải bản sao chính xác của tấm bản đồ sớm hơn vào năm 1418 hay không, hay chỉ đơn giản là sự sao chép cùng thời của các bản đồ của người châu Âu.
Một số học giả về lịch sử Trung Quốc đặt câu hỏi về tính xác thực của tấm bản đồ này. Một số đề cập tới việc sử dụng kiểu ánh xạ tương tự như kiểu Mercator, chính xác là liên quan tới kinh độ và định hướng theo hướng Bắc. Không có đặc trưng nào trong số này đã được sử dụng trong các tấm bản đồ tốt nhất được vẽ ra ở châu Á hay châu Âu trong thời kỳ này (ví dụ, xem Cương lý đồ (năm 1410) và Fra Mauro (1459)). Người ta cũng đề cập tới sự miêu tả sai đảo California, một lỗi phổ biến thường bị lặp lại trong các bản đồ của người châu Âu từ thế kỷ 16 đến thế kỷ 18.
Geoff Wade ở Viện nghiên cứu châu Á của trường Đại học Quốc gia Singapore đã tranh cãi kịch liệt về tính xác thực của tấm bản đồ này và cho rằng nó hoặc là đồ giả mạo ở thế kỷ 18 hoặc thế kỷ 21. Ông cũng chỉ ra một số điểm sai lầm xuất hiện trên bản đồ và các chú giải của nó. Ví dụ, trong đoạn văn bản bên cạnh Đông Âu được dịch ra như sau "Người ở đây phần lớn tin Chúa Trời và tôn giáo của họ được gọi là 'Jing'", Wade lưu ý rằng từ Trung Quốc để chỉ Chúa Trời của người Thiên chúa giáo là "Thượng đế", việc sử dụng từ Jing là do các nhà truyền giáo phương Tây đặt ra vào khoảng thế kỷ 16.

## Trịnh Hòa trong văn hóa hiện đại
Trịnh Hòa xuất hiện trong loạt phim truyền hình "郑和下西洋" (dịch: "Trịnh Hòa hạ tây dương") do CCTV vào tháng 4 năm 2009, La Gia Lương trong vai Trịnh Hòa và Đường Quốc Cường trong vai Minh Thành Tổ.
Năm 2011, trong bộ phim "Hồng Vũ tam thập nhị" do TVB sản xuất, nhân vật Trịnh Hòa thời trẻ xuất hiện với tên gọi Mã Tam Bảo do Trần Kiện Phong thủ vai bên cạnh Minh Thành Tổ do Mã Đức Chung đóng.

### Ngày Hàng hải
Tại Cộng hòa Nhân dân Trung Hoa, 11 tháng 7 là ngày Hàng hải Trung Quốc (中国航海日) để tưởng nhớ chuyến hành trình đầu tiên của Trịnh Hòa.

## Thư viện ảnh

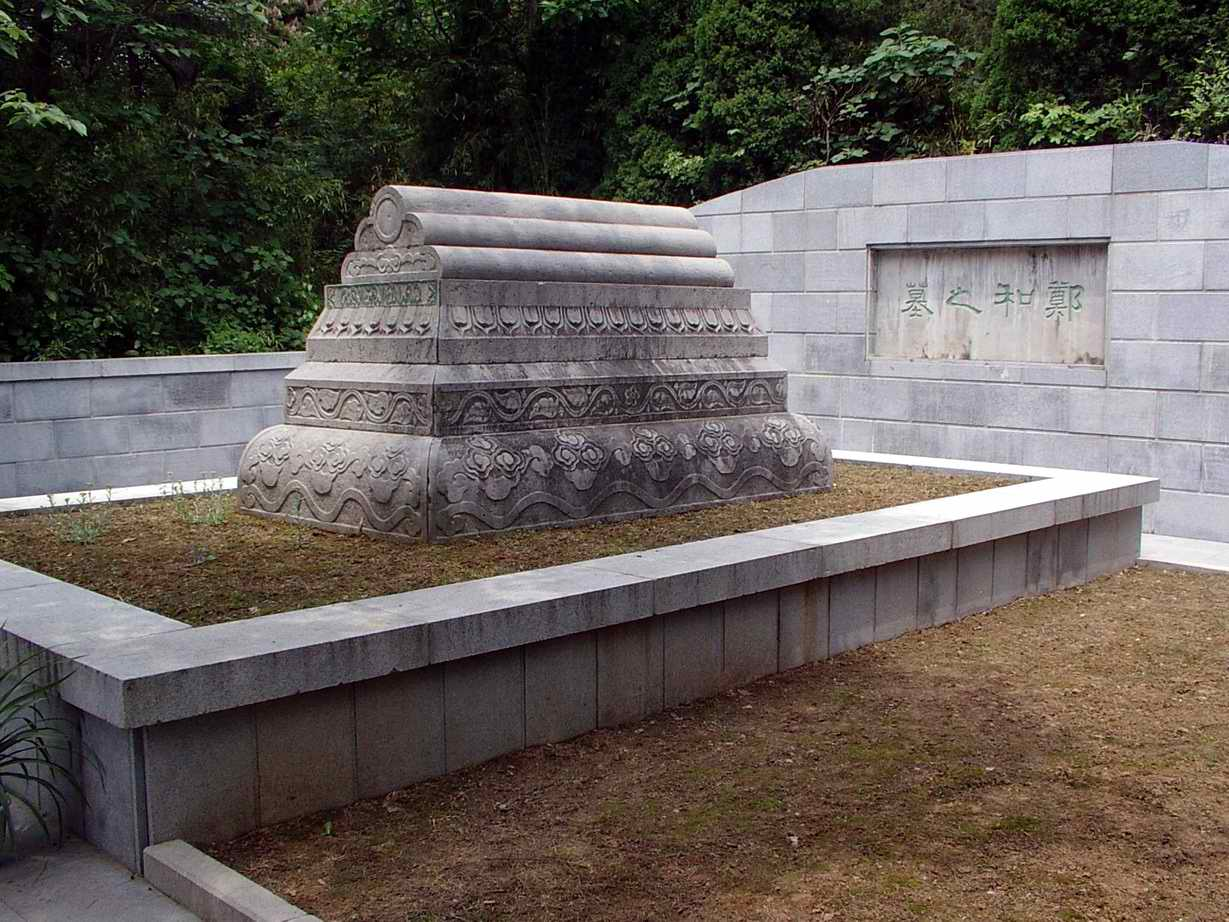
Mộ Trịnh Hòa ở Nam Kinh
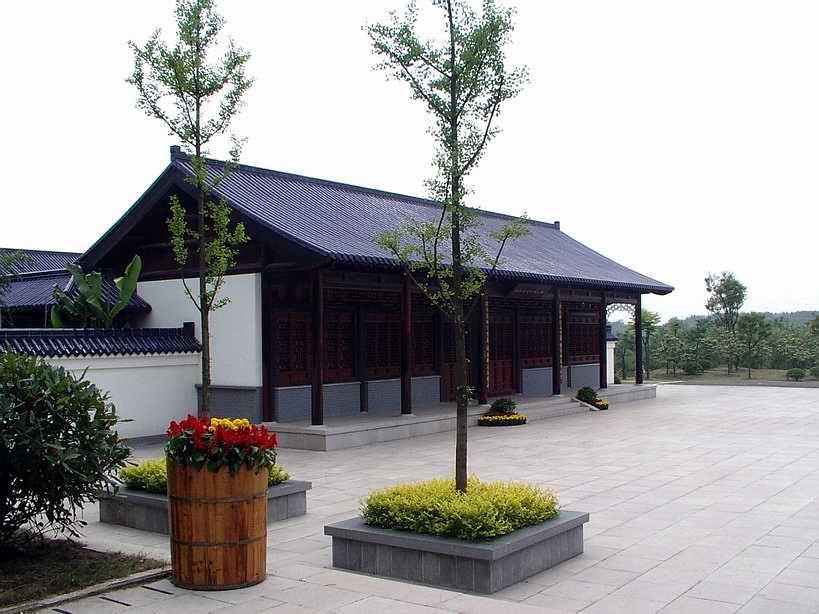
Bảo tàng tôn vinh Trịnh Hòa, Nam Kinh
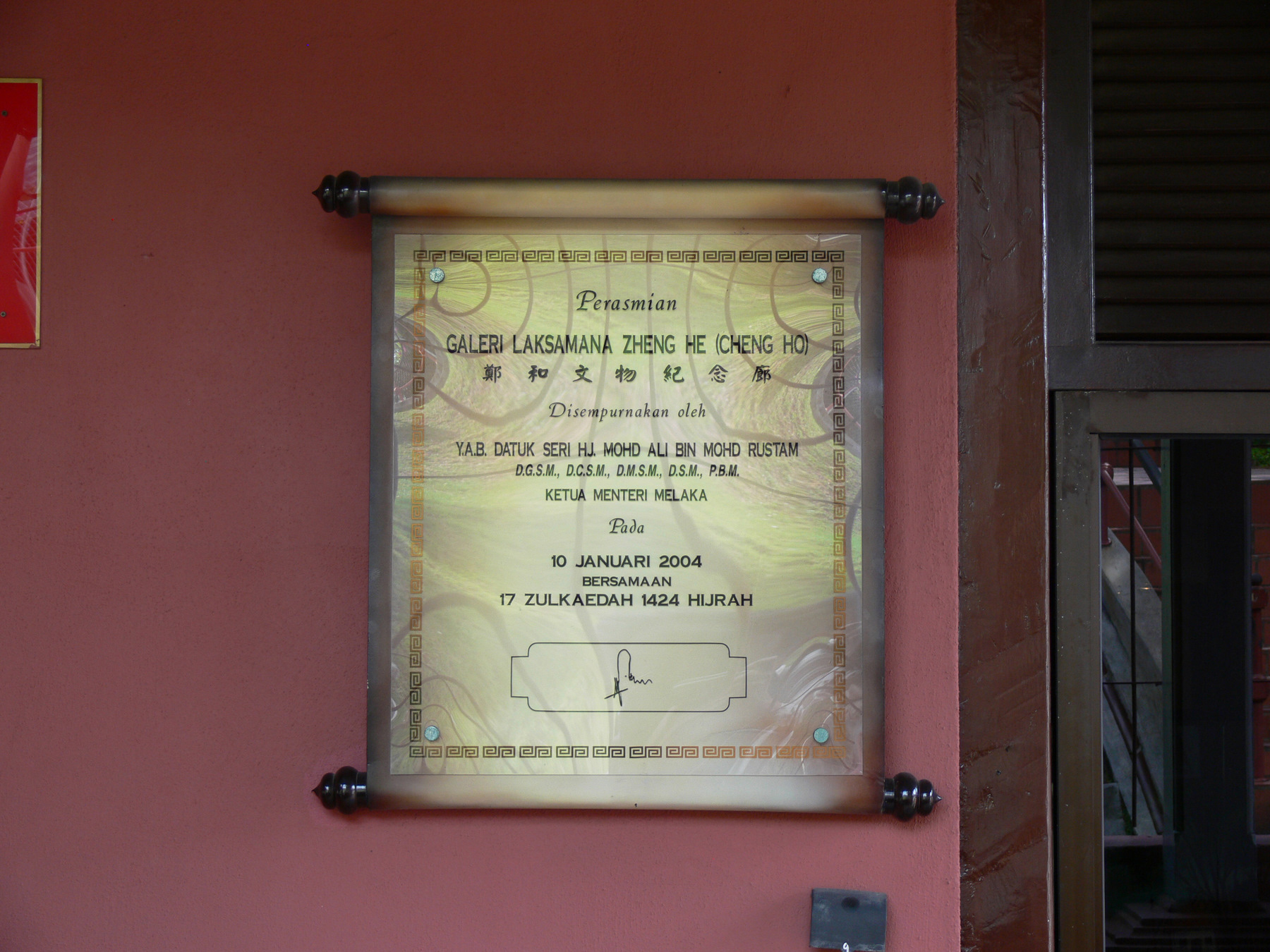
Thư viện ảnh về Trịnh Hòa ở Malacca
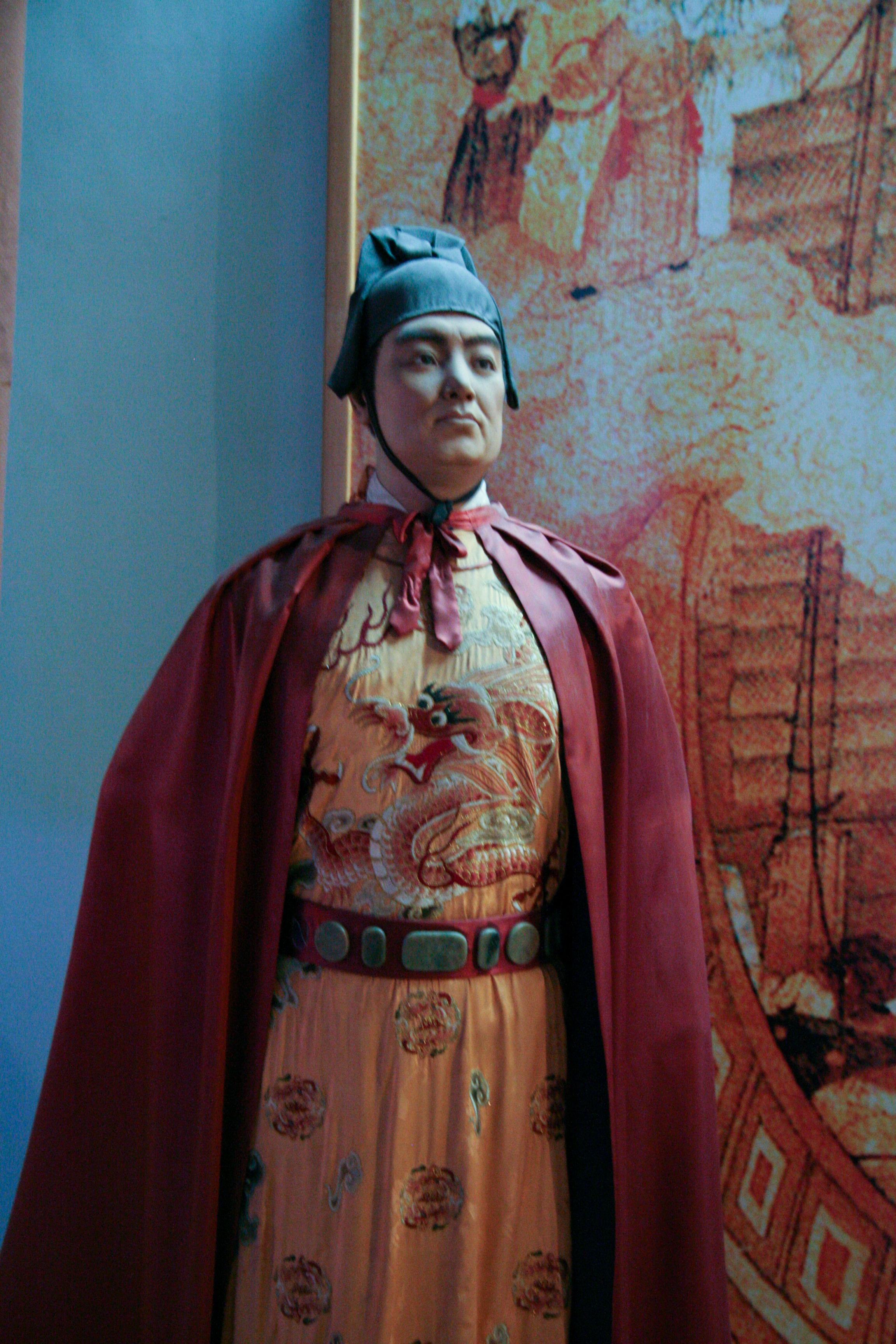
Tượng Trịnh Hòa ở Bào tàng Hàng hải Quảng Châu